# 앤톤
앤톤(본명: 이찬영, 앤톤 찬영 리, 2004년 3월 21일 ~ )은 대한민국의 가수로 보이 그룹 라이즈의 멤버이다.

## 학력
- Dwight-Englewood School (중퇴)
- 고등학교 졸업 학력 검정고시 (합격)